# Портянурське сільське поселення
Портяну́рське сільське поселення (рос. Портянурское сельское поселение) — муніципальне утворення у складі Параньгинського району Марій Ел, Росія. Адміністративний центр — присілок Портянур.

## Історія
Станом на 2002 рік існували Ірнурська сільська рада (присілок Ірнур) та Портянурська сільська рада (присілки Мурзанаєво, Портянур, Чеберюла). Пізніше присілки Мурзанаєво та Чеберюла були передані до складу Куракінського сільського поселення.

## Населення
Населення — 1106 осіб (2019, 1319 у 2010, 1532 у 2002).

## Склад
До складу поселення входять такі населені пункти:
| Населений пункт    | Населення, осіб (2002) | Населення, осіб (2010) |
| ------------------ | ---------------------- | ---------------------- |
| Ірнур, присілок    | 565                    | 500                    |
| Портянур, присілок | 967                    | 819                    |